# Barát Jenő
Barát Jenő (Alsózsuk, 1918. szeptember 27. – ?) magyar jogász, agrárstatisztikus.

## Életútja
A csíkszeredai főgimnáziumban érettségizett. 1943-ban a kolozsvári egyetem jogi fakultásán az államtudományok doktorává avatták. Az EMGE statisztikai osztályának volt munkatársa, 1949-től a Bolyai Tudományegyetem jog- és közgazdaságtudományi karán tanársegéd. 1952-től a mezőgazdasági statisztika előadótanára a bukaresti Közgazdaságtudományi Egyetemen, egyidejűleg a központi statisztikai hivatalban igazgató, vezérigazgató-helyettes. Vezető tisztséget töltött be a belkereskedelmi minisztériumban és a felsőoktatásban. A Revista de Statistică főmunkatársa volt, részt vett a Dicționar Statistic Economic (1962) szerkesztésében, a Korunk és Előre munkatársaként működött.
Szaktanulmányai főként román nyelven jelentek meg. Az ország gazdasági fejlődését 1948-tól 1957-ig bemutató összefoglalásban (Dezvoltarea economiei în R. P. R., 1958; orosz nyelven is) a mezőgazdasági termelésről szóló fejezet szerzője, a Studii și Cercetări 1964-es köteteiben a családi háztartás-statisztika két áttekintő fejezetét írta meg (a növénytermesztési és állattenyésztési statisztika forrásairól), a Tudományos Kiadónál 1961-ben közreadott, a mezőgazdaság statisztikai-gazdasági analízisét tárgyaló kézikönyv (Analiza statistico-economică a agriculturii), majd a Pedagógiai Kiadó megbízásából 1968-ban összeállított mező- és erdőgazdasági statisztika (Statistica agricolă și silvică) társszerzője. Francia nyelvű tanulmánya: Problèmes de la mecanisation de l'agriculture (Genf, 1963). 1975-től írói és publicisztikai működése túlnyomólag didaktikai jellegű: kézikönyvei, tankönyvei, szakmunkái a belkereskedelem gazdaságtanával, a kereskedelem tervezésével foglalkoztak román és részben magyar nyelven; munkáiból többet orosz, német, francia és angol nyelvre is lefordítottak.